# 青春18きっぷ

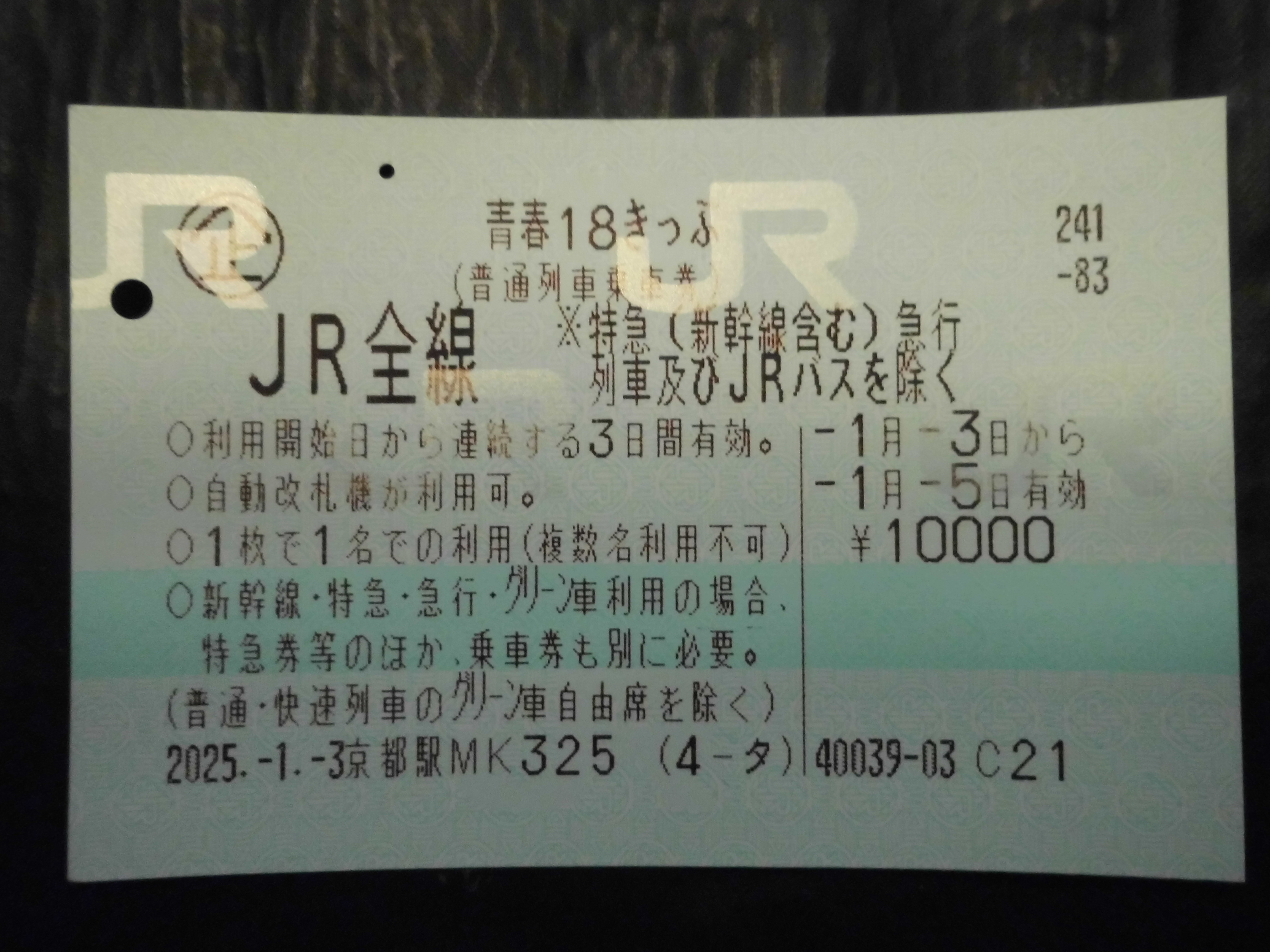
2024年冬季の青春18きっぷ（3日間用）

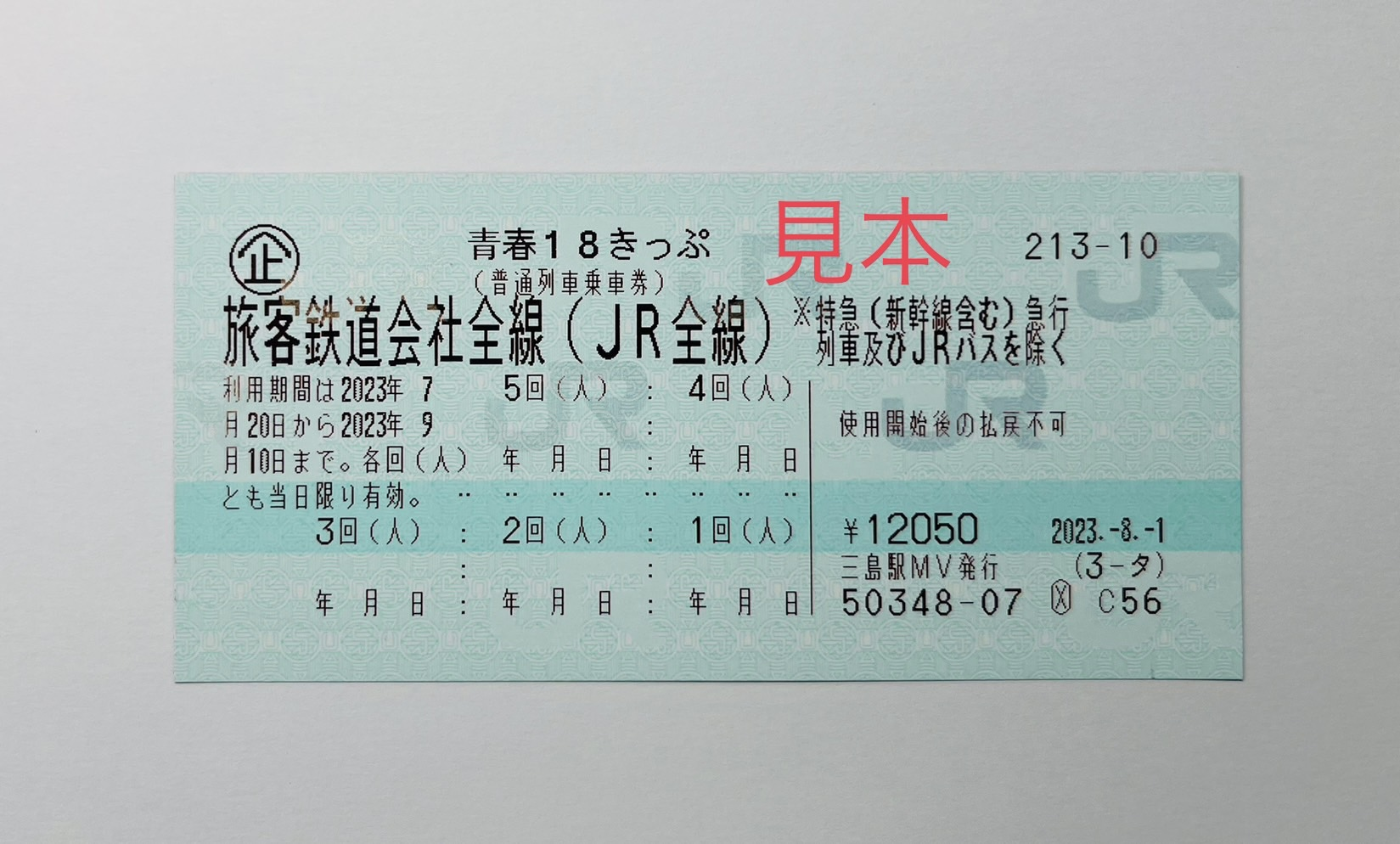
2023年夏季の青春18きっぷ

青春18きっぷ（せいしゅんじゅうはちきっぷ）は、旅客鉄道会社全線（JR線）の普通列車・快速列車が利用できる、販売および使用期間限定の特別企画乗車券である。
本項では前身の青春18のびのびきっぷ、2016年から発売された青春18きっぷ北海道新幹線オプション券についても述べる。

## 概要
日本国有鉄道（国鉄）旅客局が運賃増収策の一環として企画し、1982年（昭和57年）3月1日に「青春18のびのびきっぷ」として発売。1983年（昭和58年）春季発売分から現名称に改称した。
名称の由来については、青少年・学生をイメージした「青春」と、その象徴的な年齢で「末広がりの8」にも通じる「18」を組み合わせたものであると、当時国鉄旅客局長だった須田寬が後年に説明している。学生向けの商品として企画されたが、利用者の年齢制限はなく、小児用の設定もない。国鉄分割民営化後、JR各社を代表して東日本旅客鉄道（JR東日本）が1994年（平成6年）に商標登録（商標登録番号第3007644号）を行った。
主に学生などの春季・夏季・冬季休暇期間を利用期間として発売され、原則として特急（新幹線を含む）・急行を除く旅客鉄道会社全線の普通列車など、運賃のみで乗車できる列車に乗車することができる。
2024年（令和6年）冬季以降の販売価格は、5日間用で12,050円、3日間用で10,000円。
青春18きっぷを提示すると、一部の鉄道会社・バス会社などでは特典が受けられる（関連商品参照）。

## 利用規定

### 発売期間・利用期間
利用期間は首都圏や西日本の学生がおおむね長期休暇（春休み・夏休み・冬休み）に入る期間で、その開始約2週間前から利用期間の最終日がきっぷの有効期間の最終日となる日まで発売される。概要はその都度、JR旅客6社の共通ニュースリリースとして公表される。
直近の発売・利用期間
- 2024年冬季[4]
  - 発売期間：11月26日 - 1月6日（5日用）・1月8日（3日用）
  - 利用期間：12月10日 - 1月10日
- 2025年春季[11]
  - 発売期間：2月14日 - 4月6日（5日用）・4月8日（3日用）
  - 利用期間：3月1日 - 4月10日
- 2025年夏季[12]
  - 発売期間：7月4日 - 9月5日（5日用）・9月7日（3日用）
  - 利用期間：7月19日 - 9月9日

以下は、2024年夏季までの発売・利用期間。
- 春季[8]
  - 発売期間：2月20日 - 3月31日
  - 利用期間：3月1日 - 4月10日
- 夏季[6]
  - 発売期間：7月10日 - 8月31日
  - 利用期間：7月20日 - 9月10日
- 冬季[8]
  - 発売期間：12月1日 - 12月31日
  - 利用期間：12月10日 - 1月10日

秋季には設定されていないが、類似したシステムをもつ秋の乗り放題パスが発売されている。

### 効力
2024年冬季分にて大規模な変更が行われたため、その前後について別個に記述する。なお歴史節に記載の通り、この変更は同年10月時点で試験的なものと位置付けられていたが、その後の2025年春季・夏季分でも同様のシステムでの販売となっている。

#### 2024年冬季分以降の規定
「3日間用」と「5日間用」の2種類を発売し、それぞれ購入時に指定した利用開始日から連続した3日間または5日間利用できる。
有効期間内であれば乗り降りが自由で、有効期間の最終日に関しては利用区間にかかわらず最終列車まで利用可能である。なお終夜運転などを行う場合は通常ダイヤの最終列車までとなる。自動改札機が利用可能である。1枚のきっぷを複数人で利用することはできず、同一行程でも1人1枚のきっぷが必要となる。利用開始後はきっぷを本人1人のみで使用しなければならず、他人への譲渡・貸与はできない。
利用開始日の変更（1回限り可）と払いもどし（220円の手数料が必要）は、有効期間開始日前または有効期間内で未使用の場合に限り取扱箇所で行える。ただし、「3日間用」と「5日間用」相互の有効日数の変更はできない。
発売期間は発売期間・利用期間節に記載の通りで、発売期間内では利用開始日の1カ月前から購入が可能となっている。利用期間については従来からの変更はない。

#### 2024年夏季までの規定
2024年夏季分までは利用期間中の任意の日に5回まで利用できる券であり、5回分は一度に連続して使用しなくてもよく、利用期間内であれば別々の日に1回ずつ使うことができた。また、1枚を複数人で同時に使うこともでき、その場合は同一日に人数分の回数を使用するというシステムだった。複数人で利用する場合は全員が同時に改札を通過する必要があったが、1995年までは5回分の券片がそれぞれ分かれていたため、別々での通過も可能だった。
1枚で5回使える様式となってからは、1枚の券面に5箇所ある乗車日記入欄への改札印の押印等による日付の記載により使用開始を示す方式を採用しており、各回とも最初に乗車する際に、有人駅の場合は有人改札の駅員が、無人駅においては乗車した列車の車掌（ワンマン運転の場合は、停車中に車掌業務を行う運転士）が乗車印と日付を記入する形態で、自動改札機は利用できなかった。
1回分は乗車日当日限り有効で、0時から24時までの間有効とされていた。日付をまたいで運転する列車については、0時を過ぎて最初に停車する駅まで有効（0時をまたいで停車している列車はその停車駅まで有効）であった。なおこれは「乗降可能な駅」のことであり、通過扱いとなる運転停車を行う駅はこれに該当しない。ただし、東京および大阪近郊の電車特定区間では0時を過ぎても、終電まで有効である。このとき、乗車日の24時（翌日0時）以降、終電までに電車特定区間の駅と区間外の駅との間を乗車する場合は、電車特定区間の境界の駅と区間外の降車駅との間で有効な乗車券などが必要となる。
払いもどしは、利用期間内で5回とも未使用の場合に限り取扱箇所で行えた（手数料が必要）。また使用開始後に列車の運休や遅れが発生した場合であっても一度使用開始した回（日）の取消しはできず、払いもどしおよび利用期間の延長もできなかった。利用期間が終了したきっぷは5回使用していなくても無効となり、次の利用期間にまたがって使用することはできなかった。

### 利用できる路線・列車
旅客鉄道会社（JR旅客6社）が運営する全ての在来線における普通列車の普通車自由席が利用できる。どの経路であっても、どの駅での乗降も可能。
- ここでいう「普通列車」は、快速列車など急行・特急料金を必要としない列車全般を指す。
- JR線として営業している区間であれば、JR以外の車両を使用した列車も利用可能（只見線の西若松駅 - 会津若松駅間、岩徳線の川西駅 - 岩国駅間など）。

#### 追加料金を支払えば利用できるもの
普通列車であれば、別に料金を支払うことで以下に示す座席種別を利用できる。
- 普通車指定席は、別に指定席券を購入すれば利用できる[19]。また、乗車整理券やライナー券が必要な列車についても、それらを購入することで利用できる[19]。
  - ただし、JR西日本で設定されている普通車指定席の「Aシート」および「快速 うれしート」は、紙の指定席券での利用はできるが、e5489サービスでのチケットレス指定席券との併用はできない[20][21][22]。
- グリーン車は自由席に限り、グリーン券を別に購入[注 8][23]することで利用できる（2004年冬季から）。

#### 列車以外で利用できるもの
列車でないもののうち、以下のものを利用可能である。
- JR線の代行バス - 代行バスが運行されている場合、乗車券の発売については運行中のJR線と同等に取り扱うため。
- 気仙沼線BRT・大船渡線BRT・日田彦山線BRT[24]
- JR線との共通乗車制度を導入している以下のバス路線
  - 徳島バスが運行する高速バス「室戸・生見・阿南 - 大阪線」の途中乗降可能区間のうち、牟岐線との共通乗車制度をとる阿南 - 海部高校前間（阿南 - 浅川間は2022年春季利用期間途中の同年4月1日から、浅川 - 海部高校前間は2023年夏季から[25]）[26]
- JR西日本宮島フェリーの宮島航路
  - かつて運行されていた国鉄・JRの鉄道連絡船（青春18きっぷ発売当初は青函連絡船・宇高連絡船・仁堀連絡船があった）も普通客室に限り乗船可能だった。
  - 2023年10月1日より、宮島口からの乗船時は宮島訪問税を別に支払う必要がある（宮島発は不要）[27]。

### 特例

#### 特急列車を利用できる特例
特例により普通乗車券のみで特急列車の普通車に乗車できる区間の対象席種は、2024年現在、いずれも青春18きっぷのみで利用できる。
- 区間や設定時期については上記の当該記事を参照。なお、奥羽本線の新青森駅 - 青森駅間は当初青春18きっぷについてはこの特例が適用されなかったが、2012年夏季発売分より[9][10]利用可能となった。
- 対象の席種以外を利用する場合や、特例区間外にまたがって利用する場合については全乗車区間の乗車券・特急券などが必要となる。ただし佐世保線・日豊本線・日南線・宮崎空港線の特例区間については、乗車券・特急券の別途購入は特例区間外についてのもののみでよい[12][注 9]。

#### 第三セクター鉄道の列車を利用できる特例
接続していたJR線が新幹線の開業により並行在来線として経営分離・第三セクター化されたことでJR在来線との接続がなくなったJR線について、その路線の起点の駅につながる一部の第三セクター鉄道区間の普通列車を通過利用できる特例がある。あくまで「通過利用」であるため、いずれもJR線との接続駅以外の第三セクター鉄道区間内の駅では途中下車できない。途中下車した場合は、乗車した第三セクター鉄道全区間分の運賃を別途支払う必要がある。
なお利用規定には「当日中に」「JR線からの経由乗車で」「JR線へ通過利用する場合」、すなわち発駅、着駅がいずれもJRの在来線の駅である必要があると明記されており、特例区間のみ乗車して接続するJR線に乗車しない場合や、特例区間外まで乗車する場合は乗車した第三セクター鉄道全区間分の運賃が必要となる。
青い森鉄道線
八戸駅 - 青森駅間を通過利用できる。ただし八戸、野辺地、青森の各駅で途中下車できる。青森駅を経由する通過利用のほか、八戸線（八戸駅を除く）と大湊線（野辺地駅を除く）の駅間を移動する際に、八戸駅 - 野辺地駅間のみを通過利用することもできる。
2010年12月4日に東北本線の青森駅 - 八戸駅間がJR東日本から青い森鉄道に経営分離された際、大湊線と八戸線は他のJR在来線との接続がなくなったため制定された。
あいの風とやま鉄道線・IRいしかわ鉄道線
富山駅 - 津幡駅間を通過利用できる。ただし富山、高岡、津幡の各駅で途中下車できる。また、ライナー券を別に購入すれば「あいの風ライナー」に乗車できる。ただし、氷見線または城端線（ともに高岡駅を除く）と七尾線（津幡駅を除く）の駅間を移動する際に、高岡駅 - 津幡駅間のみを通過利用することはできない。
現行の特例は2024年3月16日に改められたもので、氷見線、城端線、七尾線の各路線が、高岡駅において氷見線と城端線が相互に接続する以外に他のJR在来線との接続が無いため制定されている。
もともとは、2015年3月14日に北陸本線の市振駅 - 倶利伽羅駅間がJR西日本からあいの風とやま鉄道に、倶利伽羅駅 - 金沢駅間がIRいしかわ鉄道にそれぞれ経営分離された際に設定されたものである。この時点では、あいの風とやま鉄道線の富山駅 - 高岡駅間およびIRいしかわ鉄道線の津幡駅 - 金沢駅間を通過利用できる特例であった。その後、2024年に北陸本線の金沢駅 - 大聖寺駅間もIRいしかわ鉄道に経営分離されたため、あいの風とやま鉄道線とIRいしかわ鉄道線の特例が統合され、津幡駅 - 金沢駅間は青春18きっぷでは利用できなくなった。
ハピラインふくい線
越前花堂駅 - 敦賀駅間を通過利用できる。ただし、越前花堂駅、敦賀駅で途中下車できる。
2024年3月16日に北陸本線の大聖寺駅 - 敦賀駅間がJR西日本からハピラインふくいに経営分離された際、越美北線が他のJR在来線と接続しなくなったため制定された。

### 使用できない路線・列車
特別急行列車（新幹線を含む）・急行列車には、上記の特例区間を除いて一切乗車できない（乗車券としての効力をもたない）。利用する場合には、該当する区間の特急券または急行券と乗車券が必要となる。
- ただし北海道新幹線では、後述する「青春18きっぷ北海道新幹線オプション券」を購入することで一部区間を利用できる。
- 新幹線の車両・設備を用いつつも在来線扱いとなっている上越線の支線（越後湯沢駅 - ガーラ湯沢駅間）および博多南線は、全列車が特急列車であるが特例区間にはなっておらず、青春18きっぷを利用することはできない。

発売開始以来、JR線以外の会社線（私鉄・公営鉄道・第三セクター等の路線）では原則として使用することができず、JR線と直通運転する列車を利用する場合でも会社線内の乗車区間についてはその区間に有効な乗車券類が別に必要となる。なお、えちごトキめき鉄道および肥薩おれんじ鉄道では、有効な青春18きっぷを提示することを条件として発売する企画乗車券が設定されている（後述）。
JRの子会社・関連会社・出資会社が運営する各路線（東京モノレール、東京臨海高速鉄道、JR東海交通事業、嵯峨野観光鉄道）、およびJRバス各線も利用できない。
- かつての国鉄バス、およびJR直営時代のJRバス（両者とも「自動車線」と呼称され、青春18きっぷの券面に除外路線として表記されていた）も利用できなかった。ただし、JR東日本直営の自動車線である気仙沼線・大船渡線BRTは上述の通り利用可能である。
- JR西日本宮島フェリーは2009年以降JR西日本とは別会社となっているが、上述の通り利用可能である[41]。
- 日田彦山線BRTはJR九州バスの運営となっているが、上述の通り利用可能である。

岩手県北自動車の106急行バスは、先述した徳島バスと同様にJR線（山田線）との共通乗車制度をとっているが、青春18きっぷを含むフリータイプの企画乗車券では利用できない。

## 青春18きっぷ北海道新幹線オプション券
2016年より、青春18きっぷとの同時利用に限り有効である青春18きっぷ北海道新幹線オプション券が、青春18きっぷと同じ利用期間で設定されている。2024年冬季分からは、青春18きっぷ同様に利用開始日の指定が必要となっている。
発売額は2019年夏季発売分までは2,300円、2019年冬季から2024年夏季発売分までは2,490円、2024年冬季発売分からは4,500円、2025年4月1日発売分からは4,650円である。
2016年3月26日の北海道新幹線開業まで、蟹田駅 - 木古内駅間は特例により普通乗車券のみで特急列車の普通車に乗車できる区間として特急「白鳥」「スーパー白鳥」の普通車自由席に青春18きっぷのみで乗車できたが、開業後は海峡線（在来線）の定期旅客列車が全廃され、江差線は道南いさりび鉄道へ移管されたことから、本券が設定された。
2024年夏季までは北海道新幹線の利用可能区間は奥津軽いまべつ駅 - 木古内駅間だったが、同年冬季分から新青森駅 - 木古内駅間に変更された。

### 効力
青春18きっぷと併用することで、以下の区間をそれぞれ片道1回利用できる。有効期間は1日で購入時に指定する。双方の利用行程が連続しており同日であることが必要。木古内駅では途中下車ができる。
- 北海道新幹線の新青森駅 - 木古内駅間
  - 普通車指定席の空席が利用可能[注 18]。
- 道南いさりび鉄道線の木古内駅 - 五稜郭駅間

## 歴史
概要節の通り、青春18きっぷは国鉄の増収策の一環として企画された。当時、国鉄内部では利用者層を青少年（学生）・中年（社会人・主婦）・老年と分けた場合、中年男性は出張などで長距離の利用が多いものの、それ以外の年齢層では比較的短距離の利用が多いと分析していた。
そこで、それらの層にも長距離の利用を勧めるためのトクトクきっぷを発売することとなった。老年向けには「フルムーン夫婦グリーンパス」を発売していた。また中年女性向けには1983年から「ナイスミディパス」を発売した。
青少年向けには、1982年から青春18きっぷの前身にあたる青春18のびのびきっぷが発売された。「青春18」とある通り、青少年（学生）を主な発売対象としたきっぷであったが、開始当時から年齢制限はなかった。当時国鉄には、長距離区間を運転する普通列車が数多く存在し、民営化後のような合理化が進展しておらず、学校の長期休暇期間中、主要路線の普通列車はしばしば各地で長大編成の輸送力を持て余していた。そのような既存列車の輸送力を活用しながら、新たな需要を喚起することで、増収が狙われたのである。
1982年春季の発売当初は1日券3枚と2日券1枚（共に青い地紋）のセットで、価格は8,000円であった。また青少年の利用を意識して、バッグなどに貼付できるシール状の「青春18ワッペン」が付属していた。利用期間は3月1日から5月31日までで、ゴールデンウィークも含まれた。
同年夏季用から1日券4枚と2日券1枚のセットで10,000円となった。利用期間は7月20日から9月20日まで。当初は冬季の設定はなかった。
1983年春季から、青春18のびのびきっぷは青春18きっぷに改称された。春季の利用期間は2月20日から4月10日までとなった。
1984年夏季用から1日券5枚となった。きっぷ全体での使用可能日数が1日短縮され、価格は10,000円のままであった。また、1984年から冬季用が発売された。冬季の利用期間は12月10日から翌年1月20日まで（2009年冬季用まで続く）。
1985年から夏季用の利用期間は7月20日から9月10日までとなった。
1986年冬季に価格が11,000円に改定された。
1989年夏季より消費税が導入（同年4月1日、税率3%）されたことを受けて11,300円に改定された。
1993年から春季用の利用期間は3月1日から4月10日までとなった。
1996年春季より、5回（人）分を1枚の券片にまとめた様式となった。複数人数で同時に使用する場合、前述したように、全員が同じ行程で移動しなければならないという条件付きになった。種村直樹は、以前より旅行会社が上乗せして1枚ずつバラ売りしていたと自著の「種村直樹の新汽車旅相談室 トクトクきっぷ篇」で述べている。
JRの旅客営業規則において、旅行開始後の乗車券を他人から譲り受けて使用すると乗車券は無効（不正乗車）になることが定められているが、青春18きっぷについては、5枚つづりであったことに鑑み、5枚のきっぷをJRの都合によって1枚にまとめただけで各回の効力は独立しており、1回目のみを使用しても2回目以降は旅行開始前であると、一部書籍では説明されている。しかし、1回目の旅行開始できっぷ全体について旅行開始後となり、1回目の使用者とは別の人が譲り受けて2回目以降を使用するのは不正乗車とする意見もある。「複数人数の場合は同一行程」の条件の解釈に差異があると言えるが、1枚になった理由についてJRから公式の発表はない。
1997年夏季から消費税の税率変更（同年4月1日、税率5%）に伴い、価格が11,500円に改定された。
2004年冬季から、普通・快速列車のグリーン車自由席に限り、グリーン券を別に購入することで利用できるようになった。同年10月のダイヤ改正に伴って実施されたJR東日本におけるグリーン車の制度変更によるものである。
2007年にはJR各社が発足20周年を迎えたのを記念し、春季のみJR発足20周年・青春18きっぷが発売開始時の価格と同じ8,000円（乗車できる列車・回数などは通常のものと同じ）で発売された。
当乗車券の発売・利用期間は1993年から2009年まで固定されていたが、2010年から冬季の発売期間が12月1日 - 31日、利用期間が12月10日 - 翌年1月10日と最終日が共に10日間前倒しされて短縮となり、また東北本線の八戸駅 - 青森駅間の青い森鉄道への移管を受けて、通過特例（#第三セクター鉄道の列車を利用できる特例）が初めて設けられた。
2014年夏季から消費税の税率変更（同年4月1日、税率8%）に伴い、価格が11,850円に改定された。
2019年冬季から消費税の税率変更（同年10月1日、税率10%）に伴い、価格が12,050円に改定された。 
2024年夏季は発売が従来の7月1日開始から7月10日開始に9日間後ろ倒しされた。利用期間は変更がない。
同年冬季には、それまでの「1枚（セット）を複数人で利用できる」「期間内の任意の日に利用開始可能」というシステムが改められ、購入時に指定した利用開始日から1人につき1枚を利用する形のきっぷとなった。また、有効期間が5日間用のものに加え、新たに3日間用のものも設定されるとともに、24時を過ぎても最終列車まで利用できるようになった。この変更については、複数人での利用が減少傾向にあることを踏まえた試験的なものと位置付けており、今後継続して同様の仕様とするかは未定としている。

### 夜間の長距離移動
青春18きっぷは利用日の0時になると有効となるため、夜間の長距離移動については、当きっぷ発売以前から運行されていた夜行普通列車に加え、1980年代後半以降に全国各地で「ムーンライト」など、当きっぷでも利用可能な夜行列車が運行されてきた。しかし、2000年10月に紀勢本線で廃止されたのを最後に、夜行普通列車は消滅した。2005年以降は「ムーンライト」についても次第に運行されなくなる列車が増え、2009年春のダイヤ改正で「ムーンライトえちご」および「ムーンライトながら」が臨時化されたことにより、定期運行が無くなった。両列車は臨時列車として運行が続けられたが「ムーンライトえちご」は2014年春季を最後に設定されておらず、「ムーンライトながら」も2020年春季を最後に運行されないまま2021年に運行終了が発表された。

### 発売枚数
2000年代における販売枚数は、JR東日本によると、前半から中盤は毎年25万枚から30万枚で、2007年は35万枚以上の販売実績があった。朝日新聞コラムの引用によると、JR全体では2013年度67万枚となっている。その後も発売枚数は伸びており、JR全体では2015年度は71万枚で、70万枚を超えたのは2009年度以来となった。

### 常備券

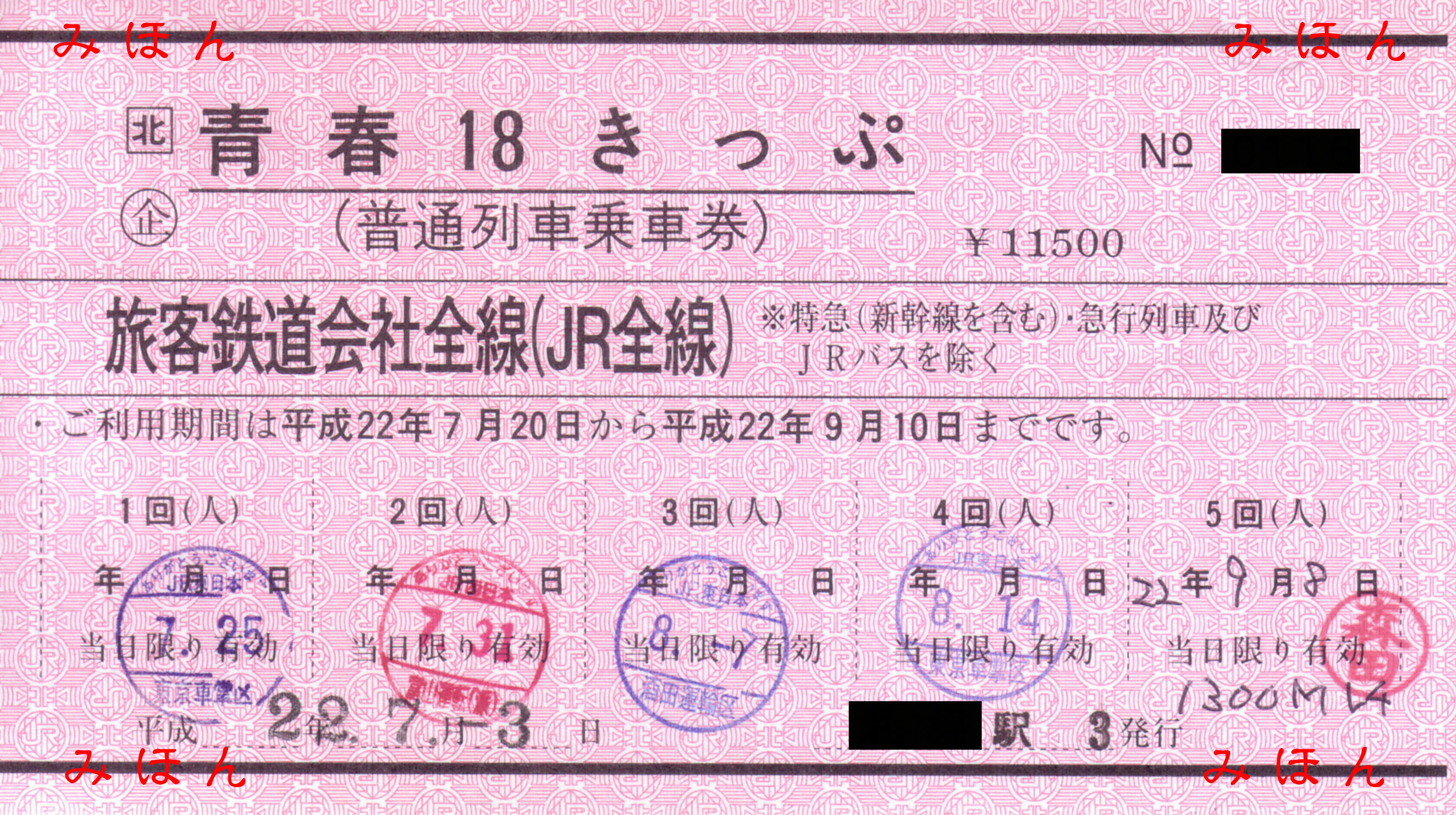
JR北海道の常備券（2010年夏季）

青春18きっぷがマルス端末による発売に切り替わった後も、一部駅の窓口では、赤い地紋の用紙に印刷された常備券での発売が行われ、鉄道ファンの間で赤券と呼ばれた。常備券とマルス端末発行の券で効力は同等であるが、希少性、あるいは風情やノスタルジアがあるとしてファンの間で人気があり、遠方から常備券を扱う駅まで購入のために訪れる者や、現金書留での発売対応を行っていた駅もあった。みどりの窓口が設置されていない駅で発売された事例が多いが、高松駅（JR四国）などの例外もあった。
最後まで発売していたJR西日本・JR四国が2016年（平成28年）冬季をもって取り扱いを終了し、廃止された。

## 発売箇所
JR各社のみどりの窓口や一部のきっぷうりば、旅行会社などで発売されている。また、JR各社の指定席券売機（一部の設置駅を除く）でも発売されている。

## 関連商品

### 青春18きっぷ利用者向けの企画乗車券
青春18きっぷ発売時期にあわせて、以下の事業者では企画乗車券の発売や割引サービスなどを実施している。
- おれんじ18フリーきっぷ（肥薩おれんじ鉄道）[52] - 青春18きっぷを呈示すると、2,200円（通常の「おれんじ1日フリー切符」は3,000円）で全線の乗降が自由となる乗車券を発売している。
- トキ鉄18きっぷ（えちごトキめき鉄道）[53] - 大人1,000円。利用可能期間は18きっぷ利用可能期間と同じで発売当日限り有効。妙高はねうまラインと日本海ひすいラインの普通・快速列車に乗車可能。別途特急券を購入すれば特急列車に乗車可能。

上記のほか、ジェイアール四国バスが運行する高速バスなんごくエクスプレスでは使用期間内の青春18きっぷ呈示により1回乗車あたり3000円でのバス利用が可能。
過去には北近畿タンゴ鉄道が、2007年春から2009年1月までの間、青春18きっぷを呈示すると全線の乗降が自由となる「KTR青春フリーきっぷ」を500円で発売していた。また関釜フェリーでは、青春18きっぷを呈示すると割引となる。

### その他
- いすみ鉄道 青春28きっぷ（いすみ鉄道）[57] - いすみ鉄道全線の列車（急行・準急を含む）を1人で2回もしくは2人で1回利用可能な乗車券[58]。2017年3月19日より設定された。名称は同社のキハ28形にちなむものであるとしている[58]。

### 書籍など
青春18きっぷを活用する方法などを記した書籍は多数出版されている。多くはルールの解説や便利な列車の紹介、モデルコースの案内などで構成されている。